# Sampho Tsewang Rigzin
Ne doit pas être confondu avec Tsewang Rigzin.
Sampho Tsewang Rigzin (tibétain : བསམ་ཕོ་ཚེ་དབང་རིག་འཛིན་, Wylie : bsam pho tshe dbang rig 'dzin 1904-1973) est un homme politique tibétain. Il est Kalön du Kashag de 1957 à 1959.

## Biographie

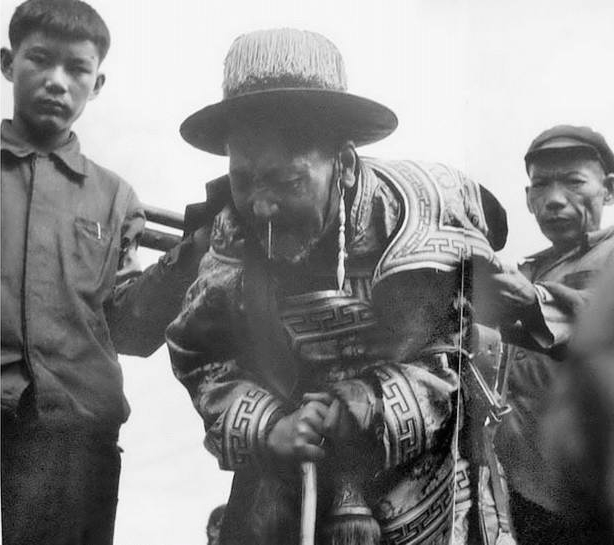
Sampho Tsewang Rigzin durant la révolution culturelle en 1966.

Sampho Tsewang Rigzin commence sa carrière officielle à 15 ans au sein du gouvernement tibétain. 
Sampho Tsewang Rigzin a coopéré avec les Chinois après leur intervention militaire au Tibet dans les années 1950 et obtient le titre de commandant de la zone militaire tibétaine avant de devenir un général majeur de l'Armée de libération populaire.
Pourtant, lors de la révolution culturelle, il est accusé d'avoir « organisé une rébellion armée, d'entretenir des relations illicites avec le monde étranger, et d'être contre le parti et contre la dictature prolétarienne ».
Une photo prise en août 1966 montre une scène de séance de lutte où il a été dénoncé publiquement à Lhassa. Les gardes rouges et les « passionnés » le dénonçant lui ont fait porter les vêtements d'un supérieur du gouvernement, lui donnant ainsi une apparence luxueuse utilisée comme de raison de l'humilier. À l'époque, il n'a que 62 ans, mais utilise déjà une canne et a l'air vieux et faible. Sur son dos, il porte deux bâtons de bois, on dit qu'il s'agissait d'instruments de torture. Le mucus qui sort du nez de Sampho, une image indigne et honteuse, est particulièrement frappante. Une autre photo montre Sampho Tsewang Rigzin et sa femme dénoncés en public. Elle est couverte de perles d’or et d’argent, tient un plateau pourvu d’instruments religieux et porte sur son dos un récipient pour peser les aliments. Le poids la pousse au point que son visage frappe presque le sol ; ses yeux y sont fixés, emplis d'un profond désespoir.
Sampho Tsewang Rigzin est mort en 1973 ; sa femme est morte peu après. Son fils aîné, Sampho Tenzin Dhondup, était l'un des cinq représentants du gouvernement tibétain qui s'était rendu à Pékin en 1951 pour signer l'accord en 17 points. il a ensuite passé près de 20 ans en prison. Son plus jeune fils a été arrêté alors qu'il tentait de fuir en Inde et fut accusé de « trahison ». Il n'avait pas 20 ans quand il fut exécuté en 1970.